# Death/doom
Death/doom, uneori scris death-doom sau deathdoom, este un subgen extrem al muzicii heavy metal. El combină tempo-urile încete și pesimistice sau depresive ale doom metal cu growl vocalul și bătăile duble de tobă ale death metalului. Genul a apărut la jumătatea anilor 1980 și a câștigat o anumită popularite pe durata anilor 1990, dar a devenit mai puțin comun în secolul 21. La cumpăna dintre secole death/doom a dat naștere genulului strâns legat funeral doom, dar și mult mai melodicului și romanticului gothic metal.

## Formații notabile de death/doom și funeral doom
| Formație                 | Țara            | Înființare | Note               |
| ------------------------ | --------------- | ---------- | ------------------ |
| Amorphis                 | Finlandaa       | 1990       | [ 2 ] [ 3 ]        |
| Anathema                 | UK              | 1990       | [ 2 ] [ 4 ]        |
| Asphyx                   | The Netherlands | 1987       | [ 5 ]              |
| Autopsy                  | SUA             | 1987       | [ 1 ]              |
| Beyond Dawn              | Norvegia        | 1990       | [ 6 ]              |
| Celestial Season         | Netherlands     | 1991       | [ 1 ]              |
| Corrupted                | Japan           | 1994       | [ 7 ] [ 8 ]        |
| Daylight Dies            | SUA             | 1996       | [ 9 ] [ 10 ]       |
| Demenzia                 | Bulgaria        | 2003       | [ 11 ]             |
| Disembowelment           | Australia       | 1989       | [ 1 ] [ 2 ] [ 12 ] |
| Draconian                | Suedia          | 1994       | [ 13 ]             |
| Esoteric                 | UK              | 1992       | [ 14 ]             |
| Evoken                   | SUA             | 1994       | [ 15 ]             |
| Forest Stream            | Russia          | 1995       | [ 16 ]             |
| The Gathering            | Netherlands     | 1989       | [ 2 ] [ 17 ]       |
| Incantation              | SUA             | 1989       | [ 1 ]              |
| Katatonia                | Suedia          | 1991       | [ 18 ] [ 19 ]      |
| Morgion                  | SUA             | 1990       | [ 1 ] [ 2 ] [ 20 ] |
| My Dying Bride           | UK              | 1990       | [ 1 ] [ 2 ] [ 21 ] |
| My Silent Wake           | UK              | 2005       | [ 22 ]             |
| Necare                   | SUA             | 1997       | [ 23 ]             |
| Novembers Doom           | SUA             | 1989       | [ 1 ] [ 24 ]       |
| Opera IX                 | Italy           | 1988       | [ 25 ]             |
| Ordog                    | Finlandaa       | 2005       | [ 26 ]             |
| Orphaned Land            | Israel          | 1991       | [ 27 ]             |
| Paradise Lost            | UK              | 1988       | [ 1 ] [ 2 ] [ 28 ] |
| Paramaecium              | Australia       | 1990       | [ 29 ]             |
| Rapture                  | Finlanda        | 1997       | [ 30 ]             |
| Runemagick               | Suedia          | 1990       | [ 31 ]             |
| Saturnus                 | Danemarca       | 1991       | [ 1 ]              |
| Skepticism               | Finlanda        | 1991       | [ 1 ] [ 12 ]       |
| Swallow the Sun          | Finlanda        | 2000       | [ 32 ]             |
| Thergothon               | Finlanda        | 1990       | [ 1 ] [ 12 ]       |
| The Third and the Mortal | Norvegia        | 1992       | [ 33 ]             |
| Thorr's Hammer           | SUA             | 1994       | [ 34 ]             |
| Unearthly Trance         | SUA             | 2000       | [ 35 ]             |
| Unholy                   | Finlanda        | 1990       | [ 1 ] [ 12 ]       |
| Winter                   | SUA             | 1988       | [ 1 ] [ 2 ] [ 36 ] |